# Molophilus (Molophilus) tirolensis
Molophilus (Molophilus) tirolensis is een tweevleugelige uit de familie steltmuggen (Limoniidae). De soort komt voor in het Palearctisch gebied.